# Newportia mexicana
Newportia mexicana är en mångfotingart som först beskrevs av Henri Saussure 1858.  Newportia mexicana ingår i släktet Newportia och familjen Scolopocryptopidae. Inga underarter finns listade i Catalogue of Life.